# Socket 370
Socket 370 (також відомий, як PGA370 socket) — роз'єм для мікпропроцесорів, вперше почав використовуватись компанією Intel для власних процесорів Pentium III та Celeron, як заміна старому роз'єму Slot 1. Сучасні реалізації даного роз'єму найчастіше можна знайти на материнських платах формфактора Mini-ITX та на платах для вбудованих систем.
Роз'єм Socket 370 спершу використовувався для процесорів Intel Celeron, однак пізніше став основним для процесорів Coppermine та Pentium III Tualatin, а також Cyrix III, який згодом було перейменовано у VIA C3. Деякі материнські плати, що використовують роз'єм Socket 370, підтримують використання одразу двох процесорів виробництва компанії Intel, для Slot 1 та Socket 370.
Хоча вона і не є електрично сумісною, все ж пізніше використовувалась для деяких процесорів архітектур, відмінних від x86. Sun Microsystems використовувала роз'єм Socket 370 для кількох моделей своїх процесорів UltraSPARC, компанія Umax згодом почала використовувати роз'єм для процесорів PowerPC 603e у низці моделей клонів Apple Macintosh.
Вага вентилятора для охолодження процесора на роз'єм Socket 370 не повинна перевищувати 180 грамів. Важчі вентилятори можуть призвести до серйозних пошкоджень процесора.
У цей час[коли?] роз'єм не є застарілим, однак його використання обмежується лише декількома рішеннями. Компанія VIA Technologies й досі[коли?] виготовляє процесори для роз'єму Socket 370, однак невдовзі[коли?] планує замінити його на BGA.

## Чипсети, які підтримують процесори для роз'єму Socket 370

### Intel
- i440/450 chipset series

Intel 440BX|i440BX/EX/FX/GX/LX/MX/MX-100/ZX, i450GX/KX/NX
- i8XX chipset series

Intel 810|i810/E/E2/L, i815/E/EG/EP/G/P, i820E, i840

### VIA
- Apollo/Apollo Pro/Apollo Pro+
- PRO133/PRO133A/Pro133T/PM133/PN133/PN133T/PL133/PL133T/PLE133/PLE133T
- Pro266/PM266/Pro266T/PM266T/Pro266TD
- CLE266/CN400

### ALi
- Aladdin Pro/ProII/TNT2/Pro 4/Pro 5/Pro 5T

### ATi
- S1-370-TL

### OPTi
- Discovery

### SiS
- SiS 5600
- SiS 620, SiS 630/E/ET/S/ST, SiS 633/T, SiS 635/T

### ULi
- M1644T